# Role-playing game

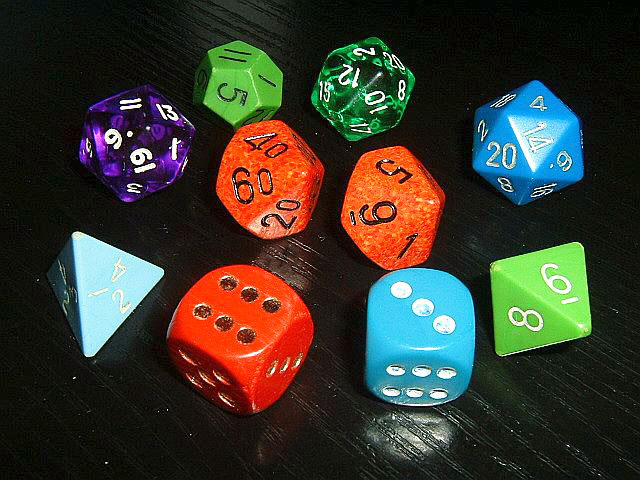
Dados de várias faces (ou lados), utilizados em jogos de interpretação.

Role-playing game, também conhecido como RPG (em português: "jogo narrativo", "jogo de interpretação de papéis" ou "jogo de representação"), é um tipo de jogo em que os jogadores assumem papéis de personagens e criam narrativas colaborativamente. O progresso de um jogo se dá de acordo com um sistema de regras predeterminado, dentro das quais os jogadores podem improvisar livremente. As escolhas dos jogadores determinam a direção que o jogo irá tomar.
Existem várias formas de jogos de interpretação de papéis. A forma original, por vezes chamada tabletop role-paying game (jogo de interpretação de mesa)  conhecido pelas siglas TRPG ou TTRPG, é conduzida por meio de discussão, enquanto que no live action role-playing game (jogo de interpretação de ação ao vivo) ou LARP, os jogadores executam fisicamente as ações de seus personagens. Em ambas as formas, um organizador chamado mestre do jogo (dungeon master ou GM) geralmente decide sobre as regras e o cenário a serem usados, atuando como árbitro; cada um dos outros jogadores assume o papel de um único personagem.
Existem também várias variedades de RPG em mídia eletrônica, como as multi-user dungeons (masmorras multiusuário baseadas em texto ou MUDs e seus sucessores gráficos, os jogos massivos online de interpretação de papéis (MMORPGs). Os jogos de interpretação também incluem jogos eletrônicos de interpretação para um jogador nos quais os jogadores controlam um personagem ou equipe de personagens que realizam missões e podem incluir capacidades de jogador que avançam usando mecânicas estatísticas. Esses jogos eletrônicos às vezes compartilham cenários e regras com os RPGs de mesa, mas enfatizam mais o avanço do personagem do que a narrativa colaborativa.
Os RPG são tipicamente mais colaborativos e sociais do que competitivos, embora vários deles sejam competitivos. Um jogo típico une os seus participantes em um único time que se aventura como um grupo. Um RPG ocasionalmente não tem ganhadores ou perdedores. Isso o torna fundamentalmente diferente de outros jogos de tabuleiro, jogos de cartas colecionáveis, esportes, ou qualquer outro tipo de jogo.
Existem várias formas de RPG. A forma original, às vezes chamada de RPG de mesa (tabletop RPG em inglês), é conduzida através de discussão, enquanto que nos live-actions os jogadores executam fisicamente suas ações de personagens. Em ambas as formas, o mestre de jogo geralmente decide as regras e configurações a serem usadas, atuando como árbitro, enquanto cada um dos outros jogadores desempenha o papel de um único personagem.

## Conceito
O RPG é um jogo pouco convencional quando comparamos aos jogos habituais. No teatro, você interpreta uma personagem de ficção, seguindo o enredo definido em um roteiro; já em um jogo de estratégia, você está seguindo um conjunto de regras onde, para vencer, você precisa vencer desafios impostos por seus adversários - cada partida é única, já que é impossível prever seus movimentos durante o jogo. No RPG, esses dois universos se unem.

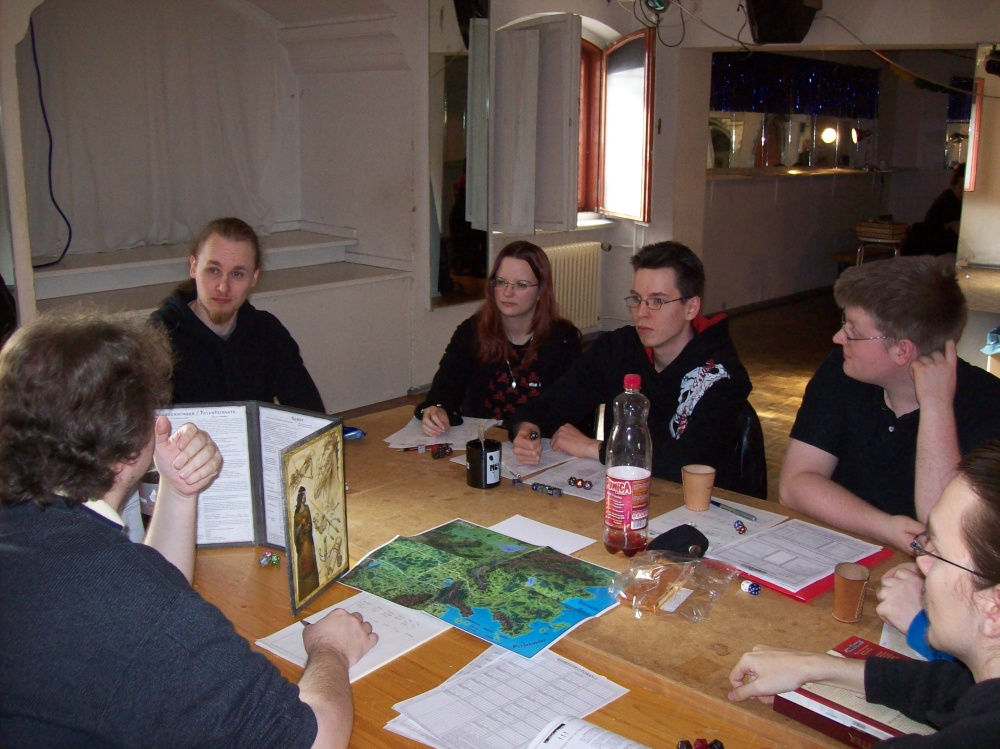
Uma sessão de RPG. O mestre de jogo se encontra na esquerda usando um escudo para esconder o resultado dos dados.

Como em um jogo de estratégia, há regras que o definem, e guiam aquilo que o seu personagem pode ou não fazer. A esse conjunto de regras chama-se sistema. Como no teatro, cada personagem tem uma história, e deve ser interpretado assim como fazem os atores. Diferente de um jogo de estratégia, você não luta contra um adversário específico, mas vive aventuras em um mundo imaginário. Diferente do teatro, você não segue um roteiro, mas age pelo seu personagem com liberdade de ação, limitado somente pelo conjunto de regras do sistema em questão.
Um grupo de RPG pode ter de duas a dez pessoas, às vezes mais. Não existe um número específico, embora a maioria dos grupos tenha uma média de 4 até 6 integrantes. No RPG, existem dois tipos básicos de participantes muito bem definidos: O primeiro tipo é o jogador personagem, normalmente chamado apenas de "jogador", do Inglês "Ppayer". Ele é quem cria um personagem fictício, seguindo as regras do sistema escolhido por seu grupo, e controlará esse mesmo personagem pelas aventuras do jogo. (Em alguns Jogos de Interpretação, jogadores podem controlar mais de um personagem simultaneamente, embora seja incomum.)
O segundo tipo de jogador é o mestre de jogo, também chamado de narrador. Será ele quem criará a história e julgará as ações de todos os personagens do jogo. O narrador normalmente não possui um personagem próprio, mas controla todos os personagens não-jogadores da aventura - que seriam os coadjuvantes da peça de teatro. Enquanto o jogador tem uma atuação assemelhada àquela de um ator de teatro, o narrador seria o diretor e roteirista, aquele que define o cenário, figurantes, ambiente e tudo mais. Por isso mesmo, o narrador é aquele que deve conhecer as regras mais profundamente, e deve ser o mais experiente do grupo, normalmente seguindo um sistema de regras pré-determinado que o ajudará com os eventuais problemas e dúvidas que venham a surgir. Apesar do narrador seguir as regras de um sistema, ele pode quebrá-las, ignorá-las ou mudá-las em prol de uma fluidez no andamento da partida, baseando-se para isso no seu bom senso. Conhecer o máximo possível sobre o sistema facilita esse processo e evita arbitrariedades.
Cada sessão de RPG pode ser chamada de uma aventura. Uma sucessão de aventuras onde se usam os mesmos personagens mantendo a continuidade dos eventos torna-se uma "campanha". Cada jogador cria o seu personagem baseado no mundo e em suas regras preestabelecidas, que o mestre determinou, e viverá nele as suas aventuras. Ao término de cada aventura, o personagem recebe pontos de experiência" (XPs), que representam o seu aprendizado. Estes pontos podem tornar o personagem mais forte, dando-lhe mais vantagens e habilidades. É por esse motivo que os mesmos personagens costumam ser usados em campanhas - uma vez que a progressão do personagem é evidente, diferente de várias aventuras isoladas em que cada personagem precisa ser feito do zero.
Existem muitos tipos diferentes de RPG, e cada um possui as suas próprias regras. De forma geral, quando um jogador decide fazer alguma coisa, o narrador decide e narra para ele o resultado. Quando é uma ação complicada e/ou com grande chance de erro (como pular grande distância ou fazer uma acrobacia), o narrador pode exigir um teste, que é feito com uma jogada de dado. Estes representam o fator aleatório existente, a chance do personagem conseguir ou não realizar a ação pretendida. Cada sistema possui suas próprias regras para definir o sucesso ou falha de cada ação, calculando a probabilidade do resultado ser ou não favorável.

## Dados e demais materiais

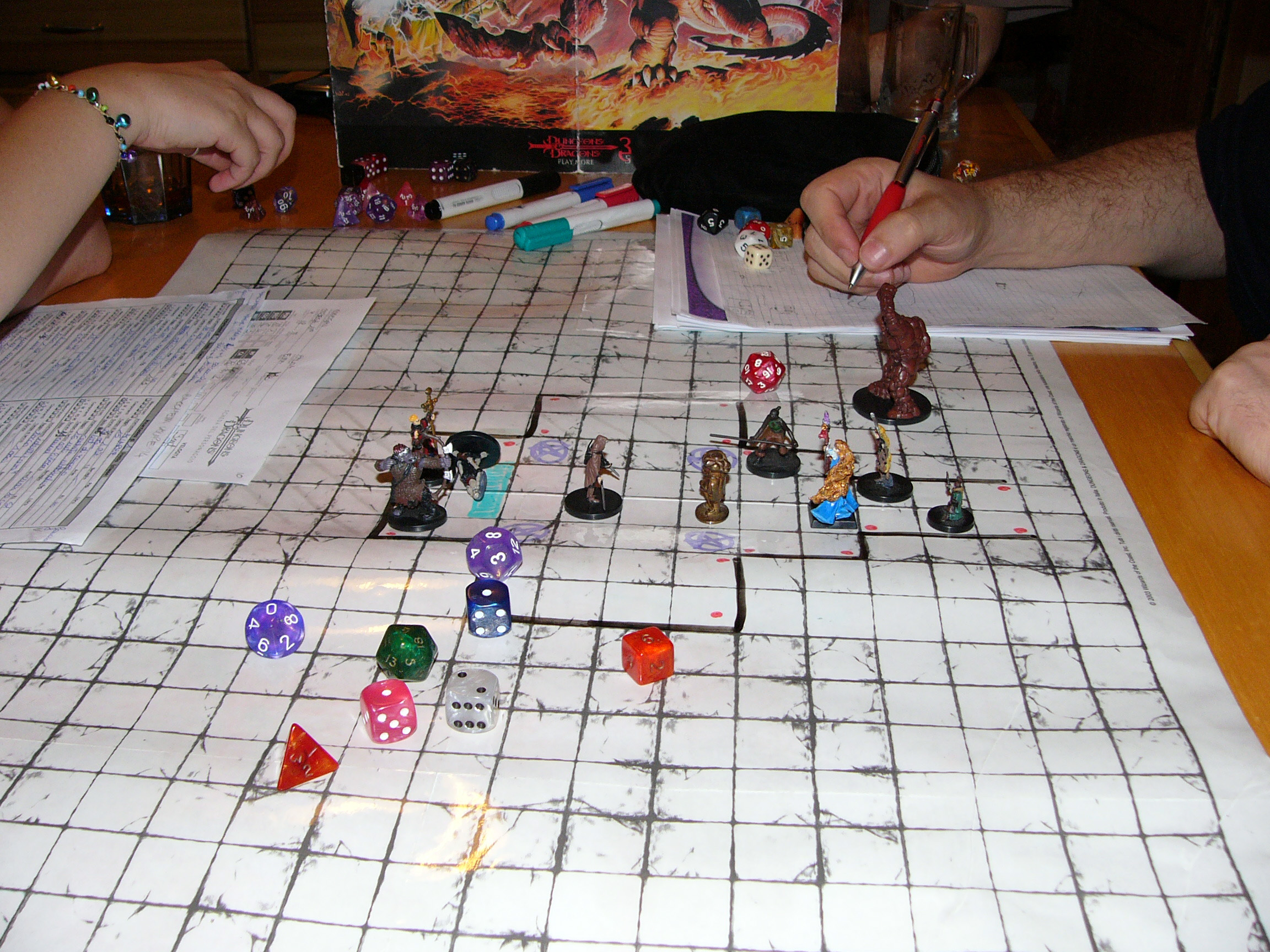
Jogo de RPG de mesa usando uma matriz (Ou grid) de combate. Alguns sistemas permitem o uso para um combate mais estratégico.

Como em uma aventura de RPG sempre existem eventos aleatórios, nem tudo pode ser decidido de forma direta pelo narrador ou jogadores. Para representar a aleatoriedade das partidas da forma mais imparcial possível, no RPG existem regras para definir o sucesso ou fracasso de uma ação. Quando um jogador tenta fazer alguma coisa relativamente complexa, como lutar ou fazer acrobacias, um teste com dados deve ser feito para decidir o sucesso ou fracasso. Cada sistema possui as suas próprias regras, que definem que números no dado determinam um sucesso ou fracasso em cada jogada.
- Exemplo: "Um personagem está preso em uma masmorra. O narrador então descreve ao jogador que nessa masmorra existe apenas uma única porta de madeira. O jogador então decide tentar arrombar essa porta, para fugir. O fato é que arrombar uma porta é um ato que exige força e habilidade, e por haver grande chance do jogador falhar ele deverá fazer uma jogada de dados para ver se consegue realizar o feito. Ele joga os dados, consegue um resultado satisfatório, e arromba a porta."

A maioria dos sistemas de regras de RPG usa dados para testar as habilidades dos personagens. Alguns, como GURPS, 3D&T e RPGQuest, usam dados comuns de seis faces. Outros como o Dungeons & Dragons usam dados diferenciados: além dos tradicionais dados de 6 lados, também são usados dados de 4 lados, 8 lados, 10 lados, 12 lados, 20 lados e 100 lados. Cada sistema tem suas próprias regras para determinar o que ocorre no jogo baseado no resultado dos dados. Por definição, quanto mais difícil a tarefa, menor será a chance do resultado dos dados serem satisfatórios. A maioria dos sistemas possuem regras específicas para um grande número de ações que um personagem poderia fazer, mas em última instância cabe sempre ao mestre decidir se a jogada é necessária ou não.
Quanto maior a dificuldade, menor é o número de resultados que levam ao sucesso de uma ação. Isso não depende apenas da dificuldade da tarefa, mas da habilidade do personagem. Digamos que por exemplo, o personagem em questão fosse muito forte. Nesse caso, ele teria mais chances de arrombar a porta. Por consequência, o número de resultados que representam o sucesso de sua ação é maior. Ou seja, as habilidades do personagem o favorecem, dando uma maior chance de conseguir um bom resultado. As jogadas são definidas tanto pela habilidade do personagem como pela dificuldade da ação.
Além dos dados, uma sessão de RPG também pode requerer mais alguns materiais. O mais comum é uma cópia da ficha ou planilha de personagem para cada jogador, onde se anotam as informações do personagem e as mudanças ocorridas nele durante a sessão, e lápis e papel para anotações diversas do narrador e dos jogadores. Às vezes, algumas miniaturas de monstros, personagens, cenários, etc, podem ser usadas para simplificar problemas comuns na hora de aplicar determinadas regras. Durante um combate, por exemplo, utilizam-se miniaturas para visualizar a posição de todos que irão participar da luta, assim, os jogadores podem escolher qual oponente irão atacar primeiro ou qual a melhor rota de fuga caso precisem fugir. De uma forma geral, apenas a ficha de personagem, dados, papel e lápis são necessários para jogar, além de um livro com as regras que possa ser consultado em caso de dúvidas durante a sessão.

## O que se pode fazer em um jogo RPG?

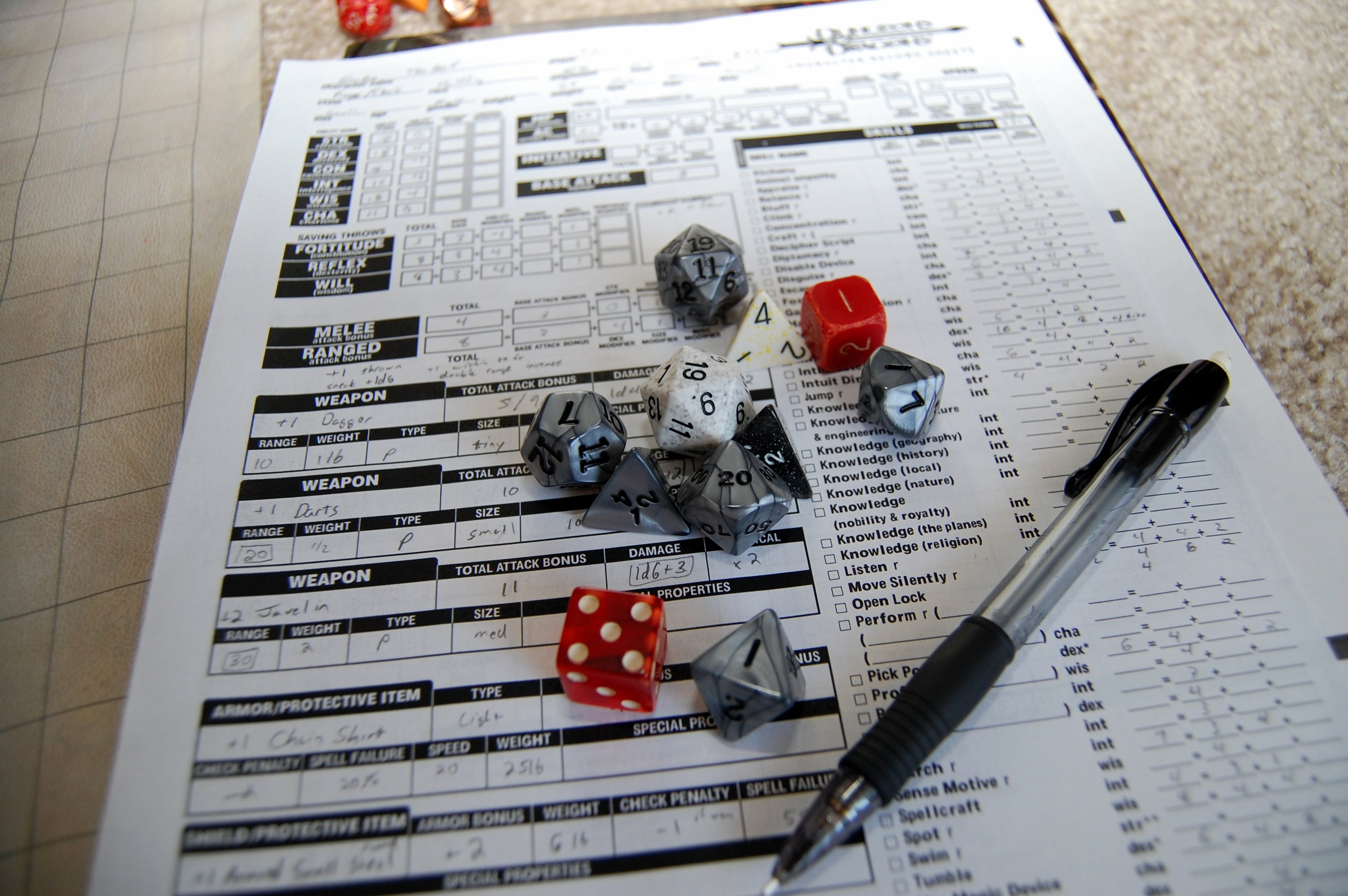
Ficha de personagem com estatística e informações de um personagem.

Em um jogo de RPG, cada jogador tem grande liberdade para criar o seu personagem e interpretá-lo, sempre seguindo as limitações impostas pelo sistema escolhido (alguns sistemas são mais realistas, outros permitem personagens tão poderosos quanto heróis de histórias em quadrinhos). Mas o que é que um personagem pode e não pode fazer dentro de um jogo? Um primeiro ponto importante é: o personagem tem os seus próprios conhecimentos, que nem sempre são os mesmos do jogador. Um exemplo simples, um jogador sabe que determinada porta da fortaleza só pode ser aberta com o uso de uma certa alavanca escondida, mas se o personagem não souber disso ele não poderia abri-la sem que tenha acesso a essa informação diretamente no jogo.
Depois de criado, o personagem tem suas próprias características, lembranças e habilidades. Ele também pode ser de alguma organização que existe ou entre os amigos, ou de uma nação ou até se o RPG seja sobre um filme, por exemplo, pode entrar na organização desde que de acordo com o GM (Game Master) como, por exemplo, derrotar um membro. Podem também ser inventadas características de acordo com o jogador ou só no jogo, como, por exemplo, medo de sangue (é só um exemplo), pode ser desenhado um "bonequinho" (assim como podem ser inventados países, cidades, etc.), pode haver uma desvantagem contra determinada raça, etc. O personagem deve ser inventado de acordo com o que o jogador quiser, é claro com algumas limitações como os atributos (habilidades especiais que derivam de acordo com a história), por exemplo que são limitados pelo GM (ou Narrador, mestre de jogo). Em uma sessão, é muito comum que o jogador conheça diversas coisas que o seu personagem não conhece. Por exemplo, o jogador pode já ter usado outro personagem em uma situação semelhante a que o personagem atual se encontra, ou por conhecer as regras do sistema sabe as fraquezas de certos inimigos no jogo. Mas em um jogo de RPG o jogador não deve usar conhecimentos que ele possui, mas sim interpretar seu personagem com fidelidade. Por exemplo, se uma pessoa está assistindo a um filme, muitas vezes já sabe onde a mocinha que foi raptada pelo vilão está escondida. Mas o protagonista não sabe, e é por isso que ele não vai direto salvá-la. A mesma coisa acontece no jogo, o jogador pode possuir conhecimentos que o personagem não tem, mas ele deve interpretar o seu personagem, e representar a sua falta de conhecimento sobre o assunto.
Então, uma das coisas que um jogador não deve fazer, é ir contra as características de seu personagem, o que é chamando entre os RPGistas de "antijogo"; ou usar conhecimentos sobre o sistema para vencer seus adversários de um modo que seu personagem não deveria agir, o que muitos chamam de "meta-jogo" ou "sexto-sentido", que seria o personagem saber de uma informação sem que alguém o contasse ou que ele visse com seus próprios olhos. Essa regra não vale somente para os conhecimentos do personagem, mas também para a personalidade que o jogador definiu. Se, por exemplo, ele fez um personagem com excesso de confiança, ele deve representar isso mesmo quando ele sabe que poderá trazer prejuízos ao seu personagem. Se ele faz um personagem que tem fobia de fogo, ele deve representar esse medo quando passar por uma situação onde o seu personagem esteja próximo do fogo.
O também jogador não deve tentar se aproveitar de "furos" ou erros nas regras. Alguns jogadores tentam usar as regras de seu sistema de forma a conseguir o máximo de vantagens possíveis para os seus personagens, com o mínimo de efeitos colaterais. Isso não seria um problema, no entanto muitos RPG possuem regras bastante complexas, e alguns jogadores se utilizam de furos nas regras para conseguir vantagens que não deveriam ter. Jogadores assim costumam ser chamados pelos RPGistas de "apelões" ou Overpowers. Como exceção, o único jogador que pode burlar as regras se assim desejar, é o narrador, para garantir o bom andamento da campanha e a diversão de todos. Para isso, algumas vezes ele pode precisar ignorar certa regra, para não impedir a diversão do jogo. Por exemplo, pode ser que por uma fatalidade um dos jogadores faça alguma coisa que estrague toda a aventura: O narrador deve ser livre para ignorar as consequências dessa atitude, para o bom andamento do jogo.
O ideal é que o narrador faça isso de forma que os jogadores não percebam tal coisa. O segredo do bom narrador, é fazer com que os jogadores confiem nele. Um narrador que sabe a hora certa de esquecer ou modificar os resultados de uma jogada de dados, pode tornar o jogo mais equilibrado. (Por esse motivo, as jogadas de dado do narrador normalmente são feitas em segredo, para que os jogadores não saibam qual é o resultado, dando assim liberdade para o narrador modificá-las quando precisa.) Mas é importante dizer que o narrador não deve abusar dessa ferramenta, pois dessa forma pode tirar totalmente a aleatoriedade do jogo. Assim, o jogo deixa de ser imprevisível. E não existe graça quando se sabe que todos os desafios serão vencidos. "Perder" também faz parte do jogo.

## História do RPG

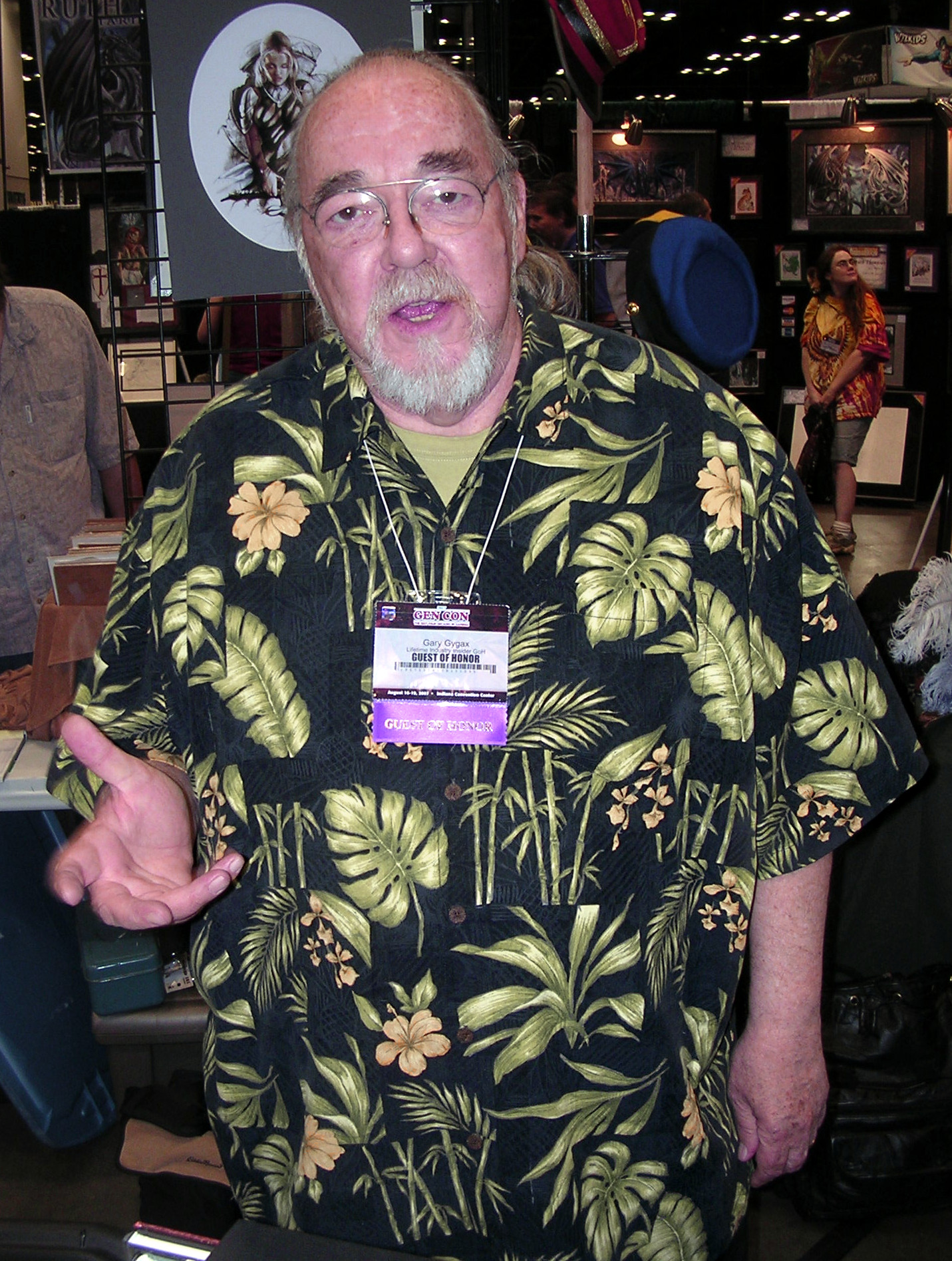
Gary Gygax, fundador da TSR, Inc., criador de Dungeons & Dragons e o gênero do RPG.

Os RPGs), têm suas origens nos wargames, que por sua vez derivam de antigos jogos de estratégia, especialmente o xadrez e seu predecessor, o Chaturanga. Do final do século XVIII ao XIX, variantes do xadrez evoluíram para os modernos jogos de guerra, sendo o mais notável o Kriegsspiel, desenvolvido para treinar oficiais prussianos.
Mais de um século depois, David Wesely desenvolveu Braunstein, considerado o primeiro RPG de mesa, a partir do manual militar Strategos. Em seguida, o wargame de miniaturas Chainmail, criado em 1971 por Gary Gygax e Jeff Perren, também influenciaria decisivamente a criação do RPG moderno. Tanto Braunstein quanto Chainmail foram fundamentais para o surgimento de Dungeons & Dragons (D&D).
Segundo o designer de RPG John Wick, o xadrez pode ser transformado em um RPG caso as peças — como o rei, a rainha, torres, cavalos e peões — recebam nomes e motivações próprias. Para ele, Dungeons & Dragons surgiu como uma "complexa e sofisticada simulação de combate de tabuleiro", que os jogadores passaram a transformar em um jogo de interpretação, "como dar um motivo ao seu bispo ou torre no xadrez".
A ideia de assumir papéis (role-playing) já estava presente em atividades do início do século XX, como o jogo Jury Box, julgamentos simulados, modelos de legislaturas e os chamados "Theatre Games". Nos anos 1960, grupos de recriação histórica como The Sealed Knot e a Society for Creative Anachronism começaram a incorporar elementos de fantasia em suas encenações. Já na década de 1970, surgiram os wargames de fantasia inspirados pela literatura de espada e feitiçaria, nos quais os jogadores controlavam apenas uma unidade — um personagem.
A tradição anterior de interpretação foi então combinada com os sistemas de regras dos wargames, dando origem aos primeiros jogos de RPG propriamente ditos
Em registros oficiais, o role playing game ou RPG surgiu no ano de 1974. O primeiro lançamento foi o jogo Dungeons & Dragons (Masmorras e Dragões, em português), criado por Gary Gygax e Dave Arneson. No início, o D&D, era apenas um suplemento de Chainmail, mas acabou se transformando em um jogo completamente novo e inovador. Embora extremamente simples em comparação aos jogos modernos, ele foi revolucionário por introduzir a ideia de interpretar personagens individuais em vez de comandar exércitos..
Há poucos registros confirmados, mas há uma especulação que Gygax e Arneson começaram o RPG em virtude de que estariam jogando um "WarGame de miniaturas" e um dos dois disse ter construído uma fortaleza indestrutível. Como forma de invadir essa fortaleza, o adversário disse que 3 dos seus melhores guerreiros foram enviados para entrar nos esgotos da fortaleza para invadi-la. Com isso, surgiu a primeira aventura controlando um pequeno grupo de personagens, e assim começou a interpretação individual e não apenas de exércitos.
Praticamente junto com o D&D foi lançado outro jogo mais complexo, que já mostrava um outro tipo de abordagem para o RPG: Empire of Petal Throne foi lançado também pela TSR, em 1975, teve pouco sucesso de vendas, porém fazia uma nova abordagem. Passava das lendas medievais para novas criaturas de raças inspiradas em lendas astecas, egípcias e de povos da antiguidade; foram criadas até uma nova língua para os jogadores se comunicarem com aquelas raças. Mesmo as regras sendo praticamente iguais ao D&D, o jogo tinha uma abordagem totalmente diferente. Isso só viria reforçar a tese que o RPG poderia ser tanto um jogo divertido para adolescentes, como uma grande representação elaborada que poderia abordar as mais diversas experiências.
Em 1980, D&D já era uma grande febre e em 1982 surgia o filme Mazes and Monsters, estrelado pelo ator Tom Hanks baseado em um livro de mesmo nome inspirado numa suposta morte envolvendo RPG. Essa morte, e o conteúdo do jogo em si (que contava com o uso de magia e a aparência de dêmonios como um inimigo) e a rápida popularização entre jovens fizeram o jogo de ser acusado de ser "satânico" e incitar a violência e suicídio durante o pânico moral conhecido como o "pânico satânico" da década de 1980.
Em 1983 o jogo deu origem a série animada de mesmo nome.
O jogo confirmava seu sucesso com o lançamento do AD&D (Advanced Dungeons & Dragons) e surgiam novos gêneros alternativos para o jogo como:
- Super-heróis ou superaventura, com um sistema Champions, criando um gênero e trazendo uma forma de pontuação para os personagens, além dos atributos, das vantagens e desvantagens o que tornava o jogo mais tridimensional e interessante. Outros sistemas de super-heróis incluem Mutantes e Malfeitores e Ícones.
- Ficção científica e seus subgêneros como cyberpunk e space opera. Iniciado pelo RPG Traveller, onde o foco era explorar o espaço explorando vários sistemas estelares e se engajam em atividades tais como exploração, batalhas espaciais e terrestres e, comércio interestelar. O gênero Cyberpunk daria origem a sistemas como o Cyberpunk 2020 e Shadowrun, esse último misturando elementos de cyberpunk como megacorporações e tecnologia futurista com elementos clássicos de fantasia como magia e criaturas mitológicas.
- Terror: Inaugurado com Chamado de Cthulhu, focado menos no combate e mais na investigação e a experiência de sobreviver aos horrores. A linha Mundo das Trevas (De jogos como Vampiro: A Máscara e Lobisomem: O Apocalipse) foi outro marco importante por introduzir os personagens dos jogadores como os monstros das histórias e foco em uma temática "adulta" e terror pessoal.

Em 1986 a empresa Steve Jackson Games publica o jogo GURPS um sistema genérico de regras. Ele veio com toda uma diversificação onde os GM (Game Master) poderiam usar um sistema que permitisse que o jogador, mesmo com vários gêneros de personagens e mundos onde a ação pudesse ocorrer, pudesse jogá-los com apenas um conjunto de regras.
Até o fim dos anos 1990 surgiram inúmeros títulos, oferecendo variações no jogo ou ambientações diversas para a interpretação (também chamadas de cenários). Por outro lado, isso levou a uma fragmentação do mercado, diminuindo o lucro das editoras e consequentemente o número de edições, afastando alguns fãs.
A concorrência com jogos de cartas colecionáveis levou a um declínio no setor. Com problemas financeiros, a líder do mercado, TSR, Inc., que sofreu contratempos financeiros pela superprodução, sendo comprada pela Wizards of the Coast. Para melhor lidar com a economia dos jogos de RPG, eles introduziram um novo regime na forma da System Reference Document, abreviadamente SRD,  sob a Open Game License, em um movimento encabeçado por Ryan Dancey.  É comumente utilizada com a licença d20 para permitir que indivíduos, empresas profissionais e amadores e grupos de publicar o SRD e trabalhos derivados sob a marca registrada do sistema d20. Também tem sido usado para licença de conteúdo não relacionado com o Sistema d20 e/ou com a SRD.
Esses indivíduos, grupos e editoras que licenciam suas obras sob a OGL, por vezes, são referidos coletivamente como o "movimento open gaming. Enquanto isso, as comunidades auto-definidas de "RPG indies ou independentes" surgiram na Internet.
A partir da década de 2010, houve um significante aumento no interesse nos RPG de mesa, chamado pelo The New Yorker como a "Renascença do Dungeons and Dragons". Um dos motivos mais importantes é o surgimento do Crowdsourcing leva possibilidade de facilmente financiar a produção de novos RPG independentes fez o hobby a voltar ser lucrativo para escritores, outros motivos citados são também lançamento da Quinta Edição de Dungeons & Dragons que voltou a atrair atenção de novos jogadores, webséries] onde o jogo é a principal atração como Critical Role e HarmonQuest que atraem um público casual, e por último novas ferramentas virtuais que auxiliam os RPG de mesa pela internet como o Roll20. 

## Livros-jogos ou aventuras-solo
Também existe uma variação do RPG chamada livro-jogo, que contém aventuras-solo ou seja, aventuras que se pode jogar sozinho, uma alternativa ao RPG normal, que exige um grupo de pessoas para jogar. Acontece de pessoas começarem a jogar livros-jogos para depois passarem ao RPG. As aventuras-solo funcionam de uma forma semelhante a uma sessão convencional de RPG, onde o próprio livro faz o papel do "mestre". Ele oferece as escolhas que o jogador pode fazer, e o jogador progride no jogo conforme supera os desafios, podendo passar por diferentes enredos dependendo de suas escolhas durante o jogo.
A primeira edição da revista The Strategic Review, publicada em 1975 pela TSR, Inc., introduziu uma inovação revolucionária no mundo dos RPGs: a possibilidade de jogar sozinho. Até então, os jogos de RPG eram predominantemente atividades em grupo, mas este artigo apresentou uma abordagem que permitia aos jogadores embarcarem em aventuras solo. A metodologia proposta sugeria que os jogadores planejassem detalhadamente o nível superior do calabouço e utilizassem tabelas e gráficos para determinar encontros e eventos aleatórios, criando assim uma experiência de jogo dinâmica e imprevisível sem a necessidade de um mestre de jogo.
A primeira série de livros-jogos de sucesso comercial foi a série Choose Your Own Adventure, que estabeleceu a tradição "americana" de livros-jogos. A tradição "britânica", exemplificada pela série Fighting Fantasy, era, em contraste, um pouco mais jovem. Os livros-jogos britânicos diferem da tradição americana por terem regras mais fortemente influenciadas pela mecânica de jogo dos RPGs.
O RPG solo é uma modalidade desse jogo de interpretação de papéis onde um único jogador assume todos os papéis normalmente divididos entre vários participantes, incluindo o mestre do jogo (ou narrador) e os personagens jogadores, sem a necessidade de um grupo. O RPG solo se destaca por sua autonomia, flexibilidade e personalização. O jogador tem total controle sobre a narrativa, os personagens e o desenrolar da história. Muitos RPGs solo utilizam ferramentas aleatórias, como tabelas, cartas, dados e oráculos, para gerar eventos, cenários e decisões, mantendo a imprevisibilidade e a emoção do jogo. Essa modalidade pode ser jogada em qualquer lugar e a qualquer momento, sem a necessidade de coordenar horários com outras pessoas, permitindo uma imersão profunda na história.
Existem diversas ferramentas e sistemas específicos para RPG solo que ajudam a simular a presença de um mestre de jogo e a criar uma experiência rica e envolvente. Os oráculos são uma dessas ferramentas essenciais. Eles funcionam como guias que ajudam o jogador a tomar decisões e a desenvolver a narrativa. Oráculos podem ser tabelas de eventos, cartas com instruções, aplicativos digitais ou mesmo uma rolagem de dados que forneçam respostas aleatórias a perguntas feitas pelo jogador. Essas ferramentas garantem que a história se mantenha dinâmica e interessante, mesmo sem a presença de outros jogadores. Essa modalidade oferece diversos benefícios, como o desenvolvimento criativo, a prática de regras de diversos sistemas de RPG, estimula a criatividade e a capacidade de contar histórias, permitindo que jogadores pratiquem e experimentem regras e sistemas sem a pressão de um grupo. Além disso, é uma opção acessível para quem tem dificuldade em encontrar um grupo de jogo ou prefere jogar sozinho. Enfim, o RPG solo é uma excelente alternativa para entusiastas de RPG que buscam uma experiência personalizada e flexível, permitindo a exploração de mundos e histórias no próprio ritmo do jogador.

## Live action

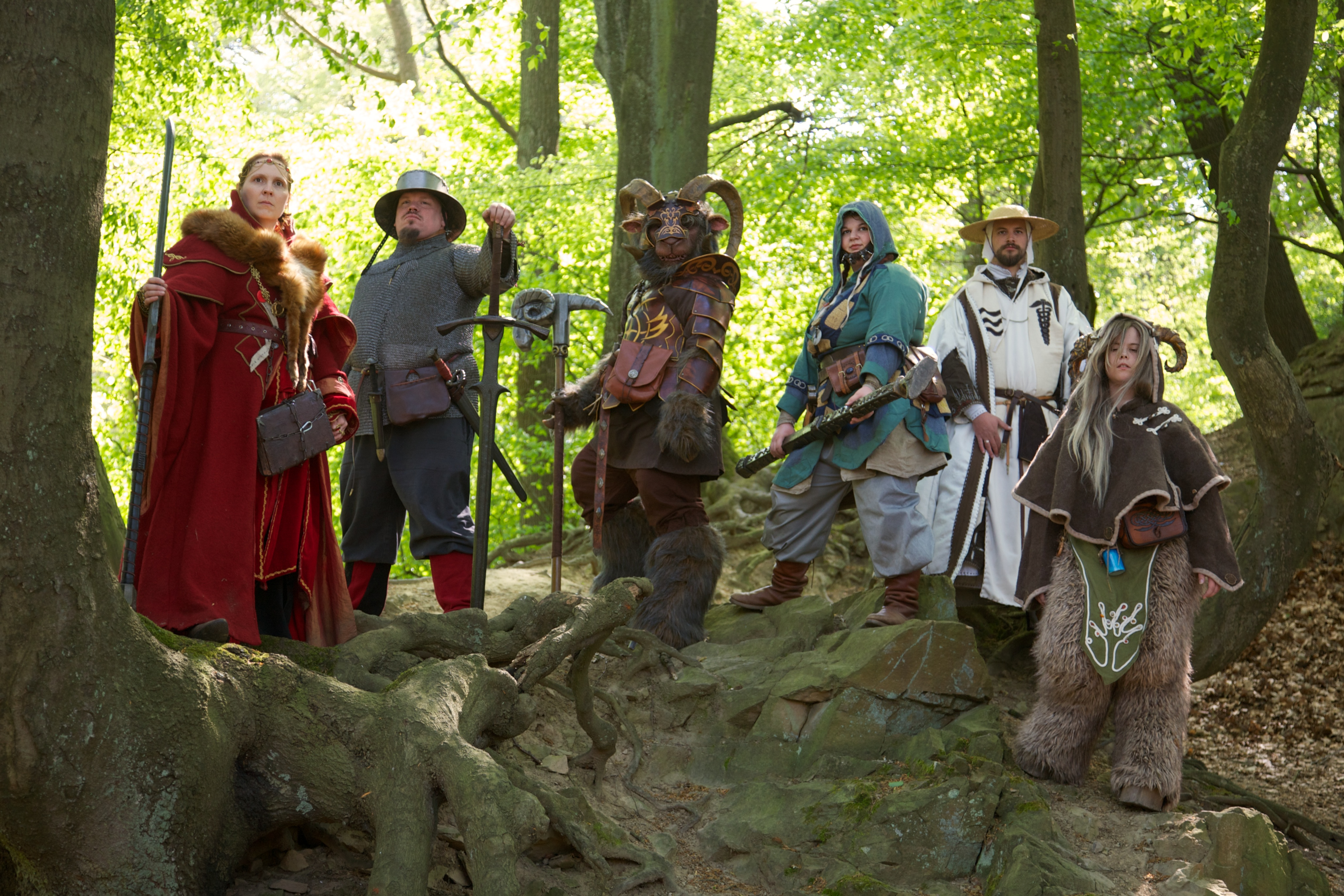
RPG do estilo live action

O "live action", ou "ação ao vivo" em português, é uma forma diferente de se jogar RPG. Assim como o RPG é uma evolução ou variação dos jogos de guerra, o Live Action pode ser considerado uma possível evolução, ou mesmo uma variação do RPG convencional.
Em um live action, você não imagina o cenário narrado pelo narrador, mas utiliza o espaço à sua volta como o cenário de jogo. Em uma sessão de RPG comum, cada jogador pega a sua ficha e senta em um mesa, como em um jogo qualquer, representando ali o seu papel sem nenhuma interação real com outros jogadores. Já o live action é o estilo de RPG que mais se aproximaria de um teatro de verdade. Você representa o seu personagem exatamente como um ator representaria um papel. É exatamente como uma peça de teatro, onde cada jogador representa um personagem. A diferença é que esses personagens foram construídos antes com ajuda do narrador, e serão representados no evento. Quando existe a necessidade de testar alguma habilidade do personagem, ao invés de se usar jogadas de dados, existe apenas uma comparação rápida entre os atributos (algumas vezes, essas disputas são feitas também usando a brincadeira de "pedra, papel e tesoura", em outras, utilizam "boffers", ou "espadas de espuma", nos chamados lives de contato).

## RPGs para computador e video-game

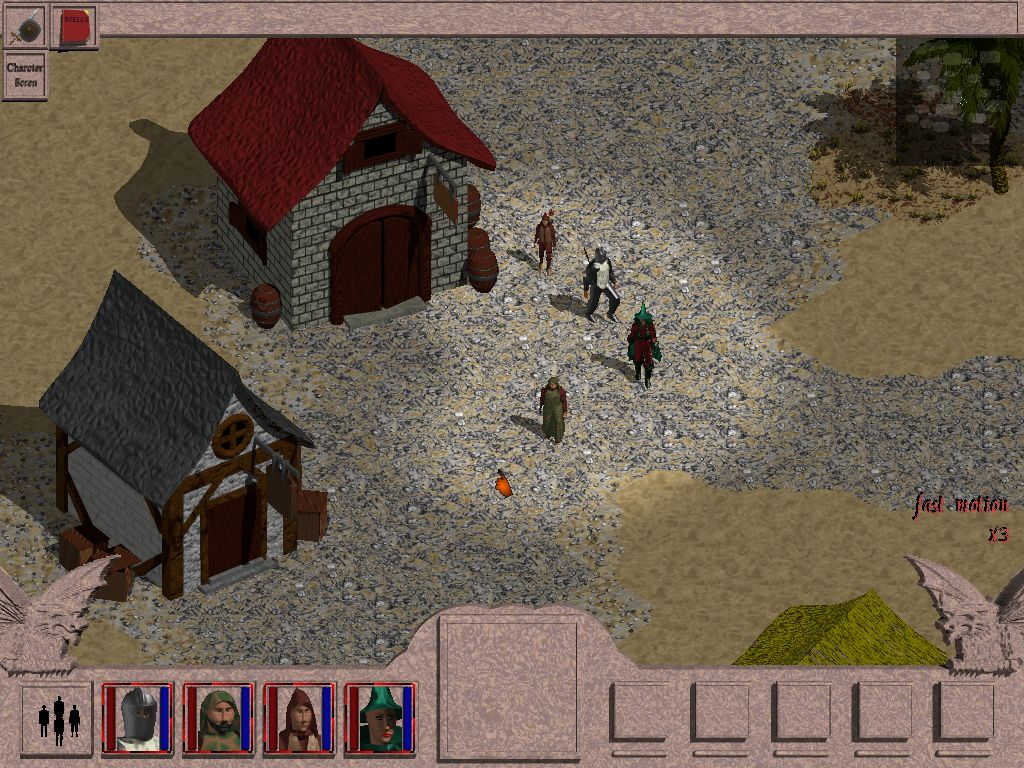
Exemplo de RPG para computador

Alguns jogadores de RPG não consideram os jogos feitos para videogame e computador como os "RPG reais". Pela falta de liberdade em comparação aos jogos "de mesa", esses jogadores afirmam que os jogos eletrônicos seriam na verdade jogos de aventura com elementos de RPG. Em um jogo de RPG eletrônico, você controla personagens que seguem uma história pré-determinada, onde seu personagem se desenvolve com o passar do tempo. Um exemplo bastante conhecido é a série Eye of The Beholder, que foi a primeira a incorporar, em um RPG eletrônico, as regras completas dos jogos Dungeons & Dragons. Além dessa característica, é difícil definir o que seria um RPG eletrônico, pois existe uma enorme variedade de jogos que se encaixam nessa classificação. Existem também os MMORPG (Massive Multiplayer Online RPG - Jogos de Interpretação Online Massivos), jogos aonde diversas pessoas se conectam e jogam simultaneamente em um mesmo mundo. No Brasil, encontramos os jogos: Aion: The Tower of Eternity, RuneScape, Os Reinos da Renascença, Ragnarök Online, Ragnarök Online 2, Rappelz, Mu online, Ultima Online (UO), World of Warcraft (WoW), Tibia, Lineage II, Neverwinter Nights (NWN), With Your Destiny, Hero Online, Rising Force Online, Silkroad Online, Cabal Online, MapleStory, Dofus, Grand Chase, The Lord of the Rings Online, The Witcher, The Elder Scrolls (TES) e Cyberpunk 2077 além de comunidades menores em praticamente todos os MMORPG de sucesso.

## RPG via internet
Há várias ferramentas que permitem que se jogue RPG como se fosse na mesa, porém via internet, à distância. Cada uma delas tem suas vantagens e desvantagens em relação à mesa real. Em geral, a maior vantagem é unir grupos distantes fisicamente (com jogadores em cidades diferentes, por exemplo). Algumas modalidades de jogo são:
- PBEm Play By Email: aventuras são narradas via e-mail ou lista de discussão. A vantagem é que cada um joga na hora que pode. A desvantagem é que as aventuras demoram mais para desenrolar.
- Play-by-fórum: salas e fóruns são criados para narração ou portais fornecem espaço dentro de seus fóruns para isso.
- Softwares de RPG Online: são programas cliente-servidor que permitem que os jogadores se conectem a uma sala. Alguns fornecem roladores de dados, chat, fichas prontas etc. Em inglês, temos Fantasy Grounds e Insider, no Brasil existem o IRPG e o RRPG Firecast. Roll20 se encontra tanto em inglês quanto em português.
- Play-by-web: sites de jogos online que disponibilizam mesas virtuais de RPG via navegador. No Brasil há o Taulukko.